# Paoziyan Shuiku
Paoziyan Shuiku (kinesiska: 泡子沿水库) är en reservoar i Kina. Den ligger i provinsen Liaoning, i den nordöstra delen av landet, omkring 80 kilometer norr om provinshuvudstaden Shenyang. Paoziyan Shuiku ligger 84 meter över havet. Arean är 6,3 kvadratkilometer. Trakten runt Paoziyan Shuiku består till största delen av jordbruksmark. Den sträcker sig 5,0 kilometer i nord-sydlig riktning, och 6,1 kilometer i öst-västlig riktning.
Genomsnittlig årsnederbörd är 967 millimeter. Den regnigaste månaden är augusti, med i genomsnitt 214 mm nederbörd, och den torraste är januari, med 9 mm nederbörd.